# Ciudad Deportiva Luis del Sol
La Ciudad Deportiva es un complejo deportivo propiedad del Real Betis Balompié, se encuentra situada en las inmediaciones del Estadio Benito Villamarín, fue inaugurada oficialmente en 1997 por el entonces presidente de la entidad, Manuel Ruiz de Lopera, acompañado por el arzobispo de Sevilla monseñor Carlos Amigo Vallejo, el primer teniente de alcalde Alejandro Rojas Marcos, el entonces también delegado del Gobierno en Andalucía, José Torres Hurtado y el torero Curro Romero.
Según la entidad, la ciudad deportiva del Real Betis Balompié está basada en el estilo de la del Amsterdamsche Football Club Ajax, y cuenta con dos campos de hierba, uno de ellos con las mismas dimensiones que el terreno de juego del Estadio Benito Villamarín.
En dicha ciudad deportiva entrenan todos los escalafones del club; también disputan allí sus partidos como locales el Real Betis Balompié "B" y el Real Betis Féminas.
El 9 de diciembre de 2010 se procedió al cambio del actual nombre por el del exfutbolista y leyenda del Real Betis Balompié Luis del Sol.
En el 2013 se llevaron a cabo una serie de remodelaciones en la ciudad deportiva, para introducirle un campo más, otro campo de fútbol-7 y unas nuevas gradas en el campo principal de la ciudad deportiva, además de un gimnasio y un nuevo vestuario para los jugadores y el cuerpo técnico.